# Hiram Pitt Bennet

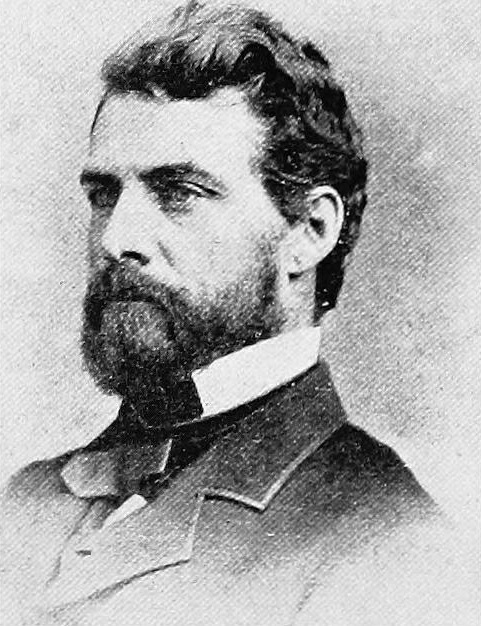
Hiram Pitt Bennet

Hiram Pitt Bennet (* 2. September 1826 in Carthage, Maine; † 11. November 1914 in Denver, Colorado) war ein US-amerikanischer Politiker. Zwischen 1861 und 1865 vertrat er das Colorado-Territorium als Delegierter im US-Repräsentantenhaus.

## Werdegang
Hiram Bennet zog im Jahr 1831 mit seinen Eltern in das Richland County in Ohio. Dort besuchte er sowohl private als auch öffentliche Schulen einschließlich der Ohio Wesleyan University. Danach war er im nordwestlichen Teil des Staates Missouri als Lehrer tätig. Nach einem Jurastudium und seiner 1851 erfolgten Zulassung als Rechtsanwalt begann er in Glenwood (Iowa) in seinem neuen Beruf zu praktizieren. Im Jahr 1852 wurde er Richter in Iowa.
Im Jahr 1854 zog Bennet in das Nebraska-Territorium, wo er in Nebraska City als Anwalt arbeitete. Damals wurde er Mitglied der neu gegründeten Republikanischen Partei. 1855 legte er erfolglos Widerspruch gegen die Wahl des Demokraten Bird Beers Chapman zum Kongressdelegierten ein. Im Jahr 1856 wurde Bennet Mitglied des territorialen Regierungsrates; 1858 war er Abgeordneter im territorialen Repräsentantenhaus, wobei er als Präsident des Hauses amtierte.
1859 zog er nach Denver im späteren Colorado-Territorium. Auch dort arbeitete er zunächst als Anwalt. Nachdem das Gebiet offizielles US-Territorium geworden war, wurde Bennet als dessen erster Delegierter in das US-Repräsentantenhaus in Washington, D.C. gewählt. Nach einer Wiederwahl konnte er dieses Mandat im Kongress zwischen dem 19. August 1861 und dem 3. März 1865 ausüben. Im Jahr 1864 verzichtete er auf eine weitere Kandidatur.
Im Jahr 1867 war er als Secretary of State geschäftsführender Beamter im Colorado-Territorium. Zwischen 1869 und 1874 war Bennet Posthalter in Denver. Nach der Staatsgründung von Colorado wurde er im Jahr 1876 in den ersten Senat von Colorado gewählt. Zwischen 1888 und 1895 war Bennet Sonderbeauftragter der Regierung von Colorado mit der Aufgabe, staatliche Liegenschaften zurückzugewinnen, die versehentlich veräußert worden waren. Im Jahr 1899 zog er sich in seinen Ruhestand zurück. Bennet verbrachte seinen Lebensabend in Denver, wo er 1914 verstarb und beigesetzt wurde.